# Shut Up 'n Play Yer Guitar
Shut Up 'n Play Yer Guitar — музичний альбом Френка Заппи. Виданий року лейблом Rykodisc. Загальна тривалість композицій становить 106 : 52. Альбом відносять до напрямку хард-рок.
Пісня, що відкриває трек, «five-five-FIVE» — має незвичну ритмоструктуру — комбінації двох тактів на 5/8 і одного такту на 5/4.

## Список композицій

### Диск 1 (Shut Up 'n Play Yer Guitar)

#### Сторона 1
1. «five-five-FIVE» — 2:35 (1979-02-19)
2. «Hog Heaven» — 2:46 (1980-10-18)
3. «Shut Up 'n Play Yer Guitar» — 5:35 (1979-02-18)
4. «While You Were Out» — 6:09 (1979)

#### Сторона 2
1. «Treacherous Cretins» — 5:29 (1979-02-17)
2. «Heavy Duty Judy» — 4:39 (1980-12-05)
3. «Soup 'n Old Clothes» — 7:53 (1980-12-11)

### Диск 2 (Shut Up 'n Play Yer Guitar Some More)

#### Сторона 1
1. «Variations on the Carlos Santana Secret Chord Progression» — 3:56 (1980-12-11)
2. «Gee, I Like Your Pants» — 2:32 (1979-02-18)
3. «Canarsie» — 6:06 (1979-02-19)
4. «Ship Ahoy» — 5:26 (1976-02-03)

#### Сторона 2
1. «The Deathless Horsie» — 6:18 (1979-02-19)
2. «Shut Up 'n Play Yer Guitar Some More» — 6:52 (1979-02-17)
3. «Pink Napkins» — 4:41 (1977-02-17)

### Диск 3 (Return of the Son of Shut Up 'n Play Yer Guitar)

#### Сторона 1
1. «Beat It With Your Fist» — 1:39 (1980-10-30)
2. «Return of the Son of Shut Up 'n Play Yer Guitar» — 8:45 (1979-02-19)
3. «Pinocchio's Furniture» — 2:04 (1980-12-05)
4. «Why Johnny Can't Read» — 4:04 (1979-02-17)

#### Сторона 2
1. «Stucco Homes» — 8:56 (1979)
2. «Canard Du Jour» — 10:12 (1972)